# Далримпл, Джорджи (конькобежец)
Джорджи Далримпл (нидерл. Georgie Dalrymple; род. 3 августа 2001 года в Гааге) — нидерландская шорт-трекистка,  серебряная призёр чемпионата Европы 2021 года. 

## Спортивная карьера
Джорджи Далримпл родилась в Гааге, в семье отца, уроженца Арубы и матери голландки. Её родители занимались фитнесом на Гаагском катке и в возрасте 5 лет отвели Джорджи её брата Теда в местный хоккейный клуб, где она начала играть в хоккей на катке De Uithof, прежде чем заняться шорт-треком в 2008 году. С 2011 года она участвовала в юниорских национальных турнирах, как на длинной дорожке, так и в шорт-треке.
В 2017 году Далримпл участвовала в 13-м зимнем Европейском юношеском Олимпийском фестивале, где заняла 2-е место на дистанции 500 м. Она тренировалась 10 часов в неделю под руководством Бенни Брюггеманса в Дордрехте. Позже переехала в Херенвен, где тренировалась у Йеруна Оттера.
В 2018 году она участвовала на своём первом юниорском чемпионате мира в Томашув-Мазовецки и в эстафете заняла 5-е место. В январе 2019 года на юниорском чемпионате мира в Монреале заняла 3-е место на дистанции 500 м. В мае 2019 Далримпл участвовала в соревнованиях "KNSB Track Competition" по роликовым конькам, упала и сломала ключицу. А когда только начался зимний сезон, она еще раз сломала ту же кость. 
В 2020 году на юниорском чемпионате мира в Бормио упала на дистанциях 500 и 1000 м, но выиграла золото в эстафете. В феврале она участвовала в финале Кубка мира в Дордрехте, но и там во время тренировки упала и порезала себе лодыжку, а в марте на чемпионате Нидерландов среди юниоров сломала лодыжку. В январе 2021 года Далримпл заняла 6-е место в общем зачёте на чемпионате Нидерландов. А в декабре на чемпионате Нидерландов 2021/22 по многоборью выиграла бронзовую медаль в общем зачёте.
В конце января на чемпионате Европы в Гданьске она выиграла серебряную медаль в эстафете вместе с Рианной де Врис, Сюзанной Схюлтинг, Сельмой Паутсма и Ксандрой Велзебур. В январе 2022 года Далримпл была заявлена в качестве запасной на зимние Олимпийские игры в Пекине. В марте 2022 года Джорджина заявила о завершении карьеры из-за травм.

## Личная жизнь
Джорджи Далримпл после завершении карьеры начнёт изучать социальную работу в Гаагском университете прикладных наук. Она любит путешествовать и наслаждаться жизнью, также продолжает активно заниматься спортом, её очень привлекают езда на велосипеде и бег. Джорджина является бывшей подружкой товарища по сборной Денниса Виссера.